# Laif
Laif – tygodnik polonijny o tematyce sensacyjno-obyczajowej dla młodych Polaków w Wielkiej Brytanii wydawany przez Fortis Media (UK) Ltd.

## Historia
Pierwszy numer tygodnika „Laif” ukazał się w lutym 2007 roku. Jest dostępny na terenie całej Wielkiej Brytanii.

## Profil
Laif to czasopismo o charakterze sensacyjno-rozrywkowej, oprócz tekstów własnych dotyczących aktualnych wydarzeń w Wielkiej Brytanii, zawiera porady, program telewizyjny i dodatek ogłoszeniowy „Ale Gratka!”.